# Johnny Depp
Pour les articles homonymes, voir Depp.
Johnny Depp ([ˈd͡ʒɑni dɛp]), né le 9 juin 1963 à Owensboro (Kentucky, États-Unis), est un acteur, producteur, réalisateur, scénariste, chanteur, guitariste, mannequin et peintre américain.
Figure emblématique du cinéma américain, Depp fait ses débuts au cinéma dans le film d'horreur Les Griffes de la nuit en 1984.
Il apparaît dans Platoon (1986) avant de se faire connaître en tant qu'idole des jeunes dans la série télévisée 21 Jump Street (1987-1990). Dans les années 1990, il a joué dans des films principalement indépendants d'auteurs-réalisateurs, se consacrant le plus souvent à l'interprétation de personnages originaux et excentriques (Cry-Baby, Gilbert Grape, Benny et Joon, Dead Man, Donnie Brasco et Las Vegas Parano) au même moment où il commence sa collaboration régulière avec le réalisateur Tim Burton, incarnant le rôle principal dans Edward aux mains d'argent (1990), Ed Wood (1994) et Sleepy Hollow (1999). Dans les années 2000, il accroît sa célébrité en incarnant le capitaine Jack Sparrow dans la série de films Pirates des Caraïbes (2003-2017), le premier volet lui valant une nomination à l'Oscar du meilleur acteur en 2004. Tout en poursuivant sa collaboration avec Tim Burton dans Charlie et la chocolaterie (2005), Les Noces funèbres (2005), Sweeney Todd (2007) et Alice au pays des merveilles (2010), il est salué par la critique pour Le Chocolat (2000), Neverland (2004) et Public Enemies (2009).
Johnny Depp reçoit durant sa carrière de nombreuses distinctions cinématographiques ; dont un Golden Globe, un Screen Actors Guild Award, un César d'honneur, trois nominations aux Oscars et deux nominations aux BAFTA.
En 2012, alors qu'il est l'une des plus grandes stars hollywoodiennes, il est classé par le Guinness World Records comme l'acteur le mieux payé au monde. Au cours des années 2010, il commence à produire des films via sa société de production : Infinitum Nihil ; et est salué pour sa prestation dans Strictly Criminal (2015), avant d'incarner Gellert Grindelwald dans Les Animaux fantastiques (2016) et Les Animaux fantastiques : Les Crimes de Grindelwald (2018).
De 1998 à 2012, il forme un couple populaire avec la Française Vanessa Paradis. De cette union naissent deux enfants : Lily-Rose en 1999 et Jack en 2002. Il connaît par la suite une bataille judiciaire très médiatisée contre son ex-épouse Amber Heard, avec qui il était marié entre 2015 et 2017 et qui l'accuse de violence conjugale, mettant sous silence sa carrière d'acteur pendant plus de deux ans, avant son retour en 2023 dans le film français Jeanne du Barry, écrit et réalisé par Maïwenn.
Côté musique, il forme en 2015 le supergroupe rock Hollywood Vampires avec Alice Cooper et Joe Perry ; et réalise en juillet 2022 l'album studio collaboratif « 18 » aux côtés de Jeff Beck, dernière œuvre musicale de ce dernier avant sa mort en janvier 2023.

## Biographie

### Jeunesse
John Christopher Depp II naît le 9 juin 1963 à Owensboro, dans le Kentucky, de la serveuse Betty Sue Depp (née Wells) et de l'ingénieur civil "Jack" John Christopher Depp. Il a une sœur : Elisa Christie Depp-Dembrowski (née en 1960), qui est très proche de lui tant émotionnellement que professionnellement, travaillant comme son assistante et son agente une grande partie de sa vie, avant de devenir présidente de sa société de production Infinitum Nihil. Mais il a également un demi-frère, l'écrivain Daniel Depp (né en 1953), et une demi-sœur, Debbie Depp (née en 1956), avec qui ils partagent la même mère biologique,,,,. Lui et sa famille déménagent souvent, s'installant finalement en 1970 à Miramar en Floride. Ses parents divorcent en 1978 alors qu'il avait 15 ans, sa mère épousera plus tard Robert Palmer, que Depp considère comme une « inspiration »,.
Ses parents lui offrent une guitare à ses 12 ans. Il abandonne le lycée de Miramar à 16 ans en 1979 pour devenir rockeur et commence à jouer dans un groupe nommé The Kids. Après un modeste succès en Floride, ils déménagent à Los Angeles à la recherche d'un contrat d'enregistrement, changeant leur nom en Six Gun Method. Sans argent ni diplôme, il s'agit avant tout pour le musicien de survivre dans cette ville-monde loin de ses rêves de rockstar. Il aurait fait de nombreux petits boulots : mécanicien, pompiste ou vendeur de stylo par téléphone : « J'incarnais des personnages au téléphone parce que je m'ennuyais. J'inventais des noms, des voix. En fin de compte c'était mes premiers cours de comédie »,. Au même moment il retrouve Lori Anne Allison, la sœur du bassiste de son groupe et une amie d'enfance, avec qui il se marie en décembre 1983. Devenue maquilleuse pour le cinéma, elle connaît quelques jeunes acteurs. Ils se séparent en 1985, et Depp commence à collaborer avec le groupe Rock City Angels où il co-écrira la chanson Mary qui est apparue dans leur premier album Geffen Records Young Man's Blues.
Depp serait principalement d'origine anglaise, avec quelques ancêtres français, allemands et irlandais. Son nom de famille vient d'un immigrant huguenot français : Pierre Dieppe, qui s'est installé en Virginie vers 1700. Lors d'interviews en 2002 et 2011, Depp affirme avoir des origines amérindienne : « Je suppose que j'ai de l'amérindien quelque part sur mon arbre généalogique. Mon arrière-grand-mère était un peu amérindienne. Elle a grandi Cherokee ou peut-être Creek. Cela a du sens vu le fait qu'elle vienne du Kentucky, qui regorge de Cherokees et de Creeks ». Les affirmations de Depp ont fait l'objet d'un examen plus sérieux lorsque l'Indian Country Today écrit en 2013 qu'il ne s'était jamais renseigné sur son héritage et qu'il n'avait jamais été reconnu comme membre de la Nation cherokee, car l'acteur n'a en effet aucune ascendance autochtone documentée, ce qui conduit à des critiques de la part de la communauté amérindienne,.
Le choix de Depp de représenter Tonto, un personnage amérindien, dans The Lone Ranger (2013) a été critiqué, ainsi que son choix de nommer son groupe de rock « Tonto's Giant Nuts »,. Au cours de la promotion de ce film, Depp a été officiellement adopté comme fils honoraire par la militante et femme politique LaDonna Harris, membre de la nation Comanche, faisant de lui un membre de sa famille mais pas membre d'une tribu. Son nom d'adoption est « Mah Woo May », ce qui signifie « métamorphe ». Bien que le chef Comanche Chaiman Coffey déclare trouver que ce film ne trahit pas son peuple dans la manière dont il est représenté, et qu'il déclare Johnny « Citoyen d'honneur », les critiques de la communauté autochtone ne diminuent pas,. Une publicité Dior pour le parfum Sauvage, mettant en scène Depp et des symboles amérindiens, a été retirée en 2019 après avoir été accusée d'appropriation culturelle,,,.

### Carrière

#### Débuts et révélation (années 1980-1990)

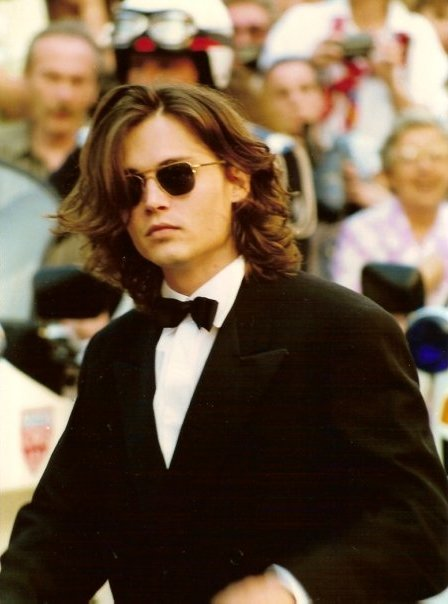
Johnny Depp au festival de Cannes 1992, pour Arizona Dream.

Lori Allison, de par son travail, lui présente le jeune Nicolas Cage, avec qui il devient ami. Ce dernier lui conseille de commencer à jouer : « Je déposais des candidatures pour des boulots. J'étais musicien au chômage et bientôt à la rue. Mon ami Nicolas Cage a voulu me présenter son agent. Il disait que je pouvais être acteur. J'étais prêt à tout pour payer le loyer ». Déjà intéressé au cinéma, Cage l'aide à passer une audition pour A Nightmare on Elm Street de Wes Craven. Le jeune Johnny, qui n'avait aucune expérience, déclare qu'il finit « par jouer par accident »,. Grâce en partie au fait qu'il aurait attiré l'attention de la fille de Craven, Depp décroche le rôle du petit ami du personnage principal, l'une des victimes de Freddy Krueger. Bien qu'après cette entrée de champ il ne cherchera plus jamais aucun autre travail, Depp déclare qu'il « n'avait aucune envie d'être acteur » :« La transition de musicien à acteur a été brutale et déroutante. J’ai toujours eu l'impression qu’à un moment donné, j'avais pris un virage radical sans être au volant ». Il entre dans une école de théâtre et continue à jouer, gagnant suffisamment pour couvrir les factures que sa carrière musicale n'avait pas payées. Après un rôle principal dans la comédie de 1985 Private Resort, il a été choisi pour le rôle principal du drame Thrashin' (1986) par le réalisateur du film, mais son producteur a annulé la décision. Depp se découvre alors acteur de seconde zone en jouant dans les séries Lady Blue (1985) et Mort en eau trouble (1986), il apparaît dans le drame d'Oliver Stone Platoon (1986) mais dans un rôle mineur en tant que soldat.
C'est la Fox qui le remarque et le choisit pour être le rôle principal de la série 21 Jump Street (1987-1991), série qui touche les jeunes américains en plein cœur et qui rencontre un succès fulgurant, ce qui met Johnny en pleine lumière. Il aurait accepté ce rôle pour travailler avec l'acteur Frederic Forrest, qui l'a inspiré. Malgré son succès, Depp, devenu idole des jeunes, se reconnaît mal dans la série et estime qu'elle l'a forcé « à jouer le rôle de produit » : « Ils ont gavé l'Amérique de mon visage [...] C'était une situation très inconfortable, et je me suis juré qu'après avoir quitté la série, je ferais ce dont j'aurais envie, comme je le voudrais »,.

C'est ainsi que parmi toutes les propositions de films que l'acteur reçoit à la suite du succès de 21 Jump Street, il choisit celle qui le ramène au plus près de lui-même et de ses racines rock, Cry baby (1990) de John Waters, qui relance sa carrière avec brio. « C'était vraiment la première fois que je pouvais dire : je veux suivre ce chemin-là, je veux faire ça ». Mais c'est Tim Burton qui lui offre en 1990 le rôle de la reconnaissance critique avec Edward aux mains d'argent. Dès lors, il devient son acteur de prédilection et son ami, avec qui il tournera également Ed Wood (1994), Sleepy Hollow (1999), Charlie et la Chocolaterie (2005), le film d'animation Les Noces funèbres en 2005, Sweeney Todd (2007), Alice au pays des merveilles (2010) et Dark Shadows (2012). « On avait la même vision des choses, la même interprétation, le même humour, c'était palpable ».

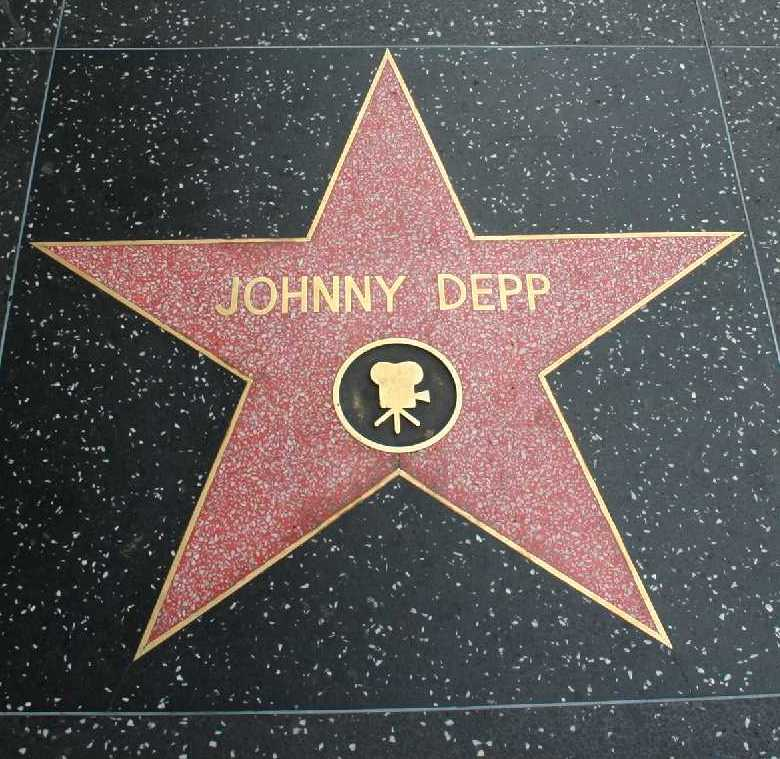
L'Étoile de l'acteur sur le Walk of Fame à Hollywood, reçue le 19 novembre 1999.

Dans les années 1990, d'autres collaborations tendent à lui donner l'image d'un acteur fuyant les grosses productions, préférant tourner avec des auteurs-réalisateurs à l'identité artistique forte. Il tourne ainsi avec Emir Kusturica, qui lui offre en 1993 un rôle à la mesure de son talent dans Arizona Dream, et avec Jim Jarmusch en 1995 dans Dead Man. Il collabore à trois reprises avec Terry Gilliam : en 1998 dans l'adaptation culte du livre Las Vegas Parano de son ami Hunter S. Thompson, dans le chaotique et inachevé L'Homme qui tua Don Quichotte, qui donne lieu en 2001 au documentaire Lost in La Mancha (réalisé par Keith Fulton). C'est d'ailleurs pendant la préparation du tournage de Las Vegas Parano en 1997 que Depp part s'installer durant quatre mois dans la cave de la maison du pape du journalisme gonzo pour s'imprégner du personnage et que se lie une amitié sincère entre l'écrivain et le comédien. Après le suicide de Thompson en 2005, Depp finance la plus grande partie de la cérémonie en son souvenir, notamment la dispersion de ses cendres dans le ciel au moyen d'un canon.
Après avoir incarné un agent du FBI infiltré dans la mafia face à Al Pacino dans Donnie Brasco (1997), il s'essaie pour la première fois à la réalisation d'un long-métrage avec The Brave, où il dirige notamment Marlon Brando, avec qui il s'était lié d'amitié sur le tournage de Don Juan DeMarco en 1994. Il y raconte les derniers jours d'un jeune père exclu qui a accepté de mourir devant une caméra contre de l'argent pour sortir sa famille de la misère. Son demi-frère, Daniel Depp, participe à l'écriture du scénario. Le film est présenté en compétition au 50e Festival de Cannes, mais à la suite des mauvaises critiques américaines, il ne distribuera pas le film dans les salles américaines.
En raison de l'importance de sa filmographie, il reçoit en 1999 un César d'honneur pour l'ensemble de son travail. La même année, son attachement à la France lui permet de jouer dans le film fantastique La Neuvième Porte (The Ninth Gate) tourné en grande partie à Paris sous la direction de Roman Polanski avec la conjointe de ce dernier, Emmanuelle Seigner. Les critiques sont néanmoins très mitigées, et le film accueilli très fraichement au box-office américain. Il a davantage de chances avec son second essai européen, la romance Le Chocolat, dont le tournage a eu lieu en Bourgogne avec Juliette Binoche, qui attire davantage que lui les faveurs de la critique. Il conclura cette période française seulement en 2004, avec une apparition au côté de Charlotte Gainsbourg dans la comédie dramatique Ils se marièrent et eurent beaucoup d'enfants d'Yvan Attal.

#### Confirmation commerciale et reconnaissance critique (années 2000)

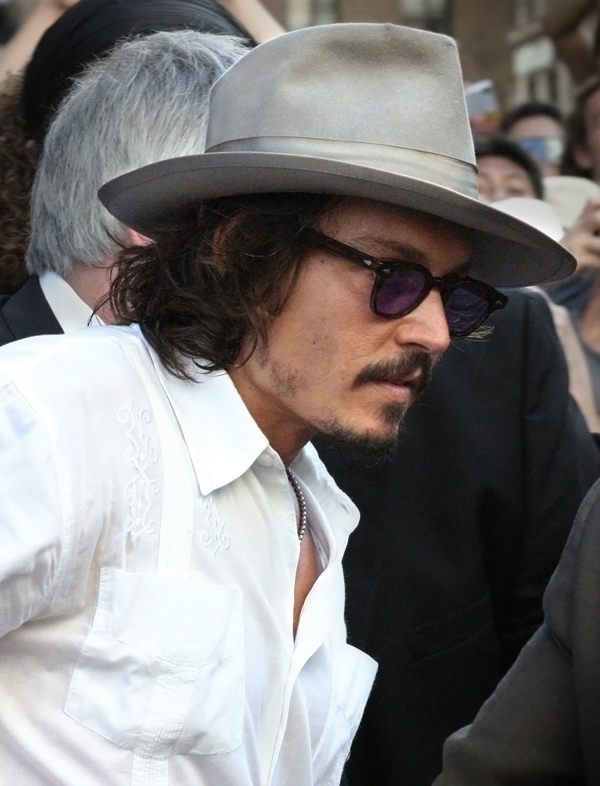
Depp en juillet 2006, à la première londonienne du deuxième Pirates des Caraïbes.

Mais alors que ces différents rôles fragilisent son statut d'acteur rentable, il se voit confier en 2002 le rôle de Jack Sparrow dans le blockbuster des studios Disney La malédiction du Black Pearl. Il se voit donner carte blanche pour construire ce personnage complexe et insaisissable. Le film, qui sort en 2003, surprend, et connaît un énorme succès critique et commercial, relançant la carrière de Depp qui devient un acteur bankable, le faisant connaître auprès d'un jeune public, et lui valant même sa première nomination à l'Oscar du meilleur acteur. Il retrouve ainsi son statut d'acteur rentable et déclencheur d'émeutes qui l'avait fait fuir de 21 Jump Street.
Il enchaîne Rochester, le dernier des libertins (2004) dans lequel il a pour partenaire John Malkovich. Le film raconte l'histoire d'un célèbre poète ayant vécu au XVIIe siècle, débauché notoire et libre-penseur, sous le règne du roi Charles II d'Angleterre. Le film passe inaperçu, mais pas le biopic Finding Neverland, qui lui permet de prêter ses traits au poète John M. Barrie, et de donner la réplique à Kate Winslet. Le film reçoit d'excellentes critiques et vaut à Depp sa seconde nomination à l'Oscar du meilleur acteur.
Cette année-là, Depp tourne déjà coup sur coup les deux opus suivants de la franchise Pirates des Caraïbes : Le secret du coffre maudit sort en 2006 et Jusqu'au bout du monde en 2007), venant confirmer le succès du premier épisode. Succès plus que profitable pour le noyau dur de l'équipe du film, à savoir Johnny Depp, Orlando Bloom et Keira Knightley (acteurs), Gore Verbinski (réalisateur), Jerry Bruckheimer (producteur), et, bien entendu, la société Disney. En 2006, il prête sa voix au jeu vidéo Kingdom Hearts 2 où il reprend son rôle de Jack Sparrow dans le niveau Port Royal, ville où se déroule la série Pirates des Caraïbes.
En 2007, il retrouve Burton pour le premier rôle de la comédie musicale Sweeney Todd : Le Diabolique Barbier de Fleet Street lui vaut de remporter le Golden Globe du meilleur acteur dans un film musical ou une comédie ainsi qu'une troisième nomination à l'Oscar du meilleur acteur. En 2009, il interprète le rôle du célèbre gangster et braqueur de banques John Dillinger dans Public Enemies de Michael Mann, aux côtés de Christian Bale et Marion Cotillard. Il fait une apparition dans L'Imaginarium du docteur Parnassus en 2009 (remplaçant pour une seule séquence le comédien Heath Ledger, décédé durant le tournage).

#### Progression commerciale et départ d'Hollywood (années 2010)
Début 2010, il interprète le rôle du Chapelier fou dans le blockbuster des studios Disney Alice au pays des merveilles, 7e film tourné sous la direction de son ami Tim Burton, qui rapporte 1 milliard de dollars au total. La même année, il tient le rôle de Franck Tupelo fin 2010 dans le film The Tourist de Florian Henckel von Donnersmarck, en compagnie d'Angelina Jolie (version américaine du film français Anthony Zimmer). The Tourist connaît le succès commercial, en rapportant plus de 278 millions de dollars au box-office dans le monde entier, malgré des critiques très mitigées. En 2011, il prête sa voix au personnage principal du film d'animation Rango, réalisé par le réalisateur de la trilogie Pirates des Caraïbes, Gore Verbinski. Parallèlement, il est dirigé par Rob Marshall pour Pirates des Caraïbes : La Fontaine de jouvence, quatrième volet de la saga, avec cette fois Penélope Cruz.
Enfin, il revient à ses premiers amours en évoluant dans Rhum Express, seconde adaptation cinématographique d'un livre du journaliste gonzo Hunter Thompson après Las Vegas Parano. C'est durant la période où Depp habitait chez Thompson que l'acteur découvre une longue nouvelle inédite de l'auteur et apprend que c'était en réalité son tout premier roman qui n'avait jusqu'ici jamais été édité. Après l'avoir lu, Depp réussit à convaincre Thompson de l'adapter au cinéma. Entre-temps, le roman Rhum Express est finalement publié et connaît un beau succès en librairie mais les deux amis rencontrent quelques difficultés à trouver un véritable financement pour la production de ce film étrange et décalé. C'est après le suicide d'Hunter S. Thompson en 2005 que Johnny Depp prend la décision de produire lui-même l'adaptation cinématographique du livre et d'interpréter à nouveau son défunt ami à l'écran pour lui rendre hommage. Grâce à sa fortune, alors qu'il est l'un des acteurs les mieux payés d'Hollywood, il peut partir loin de l'Amérique Disney, à Porto Rico, et enfin financer le film.

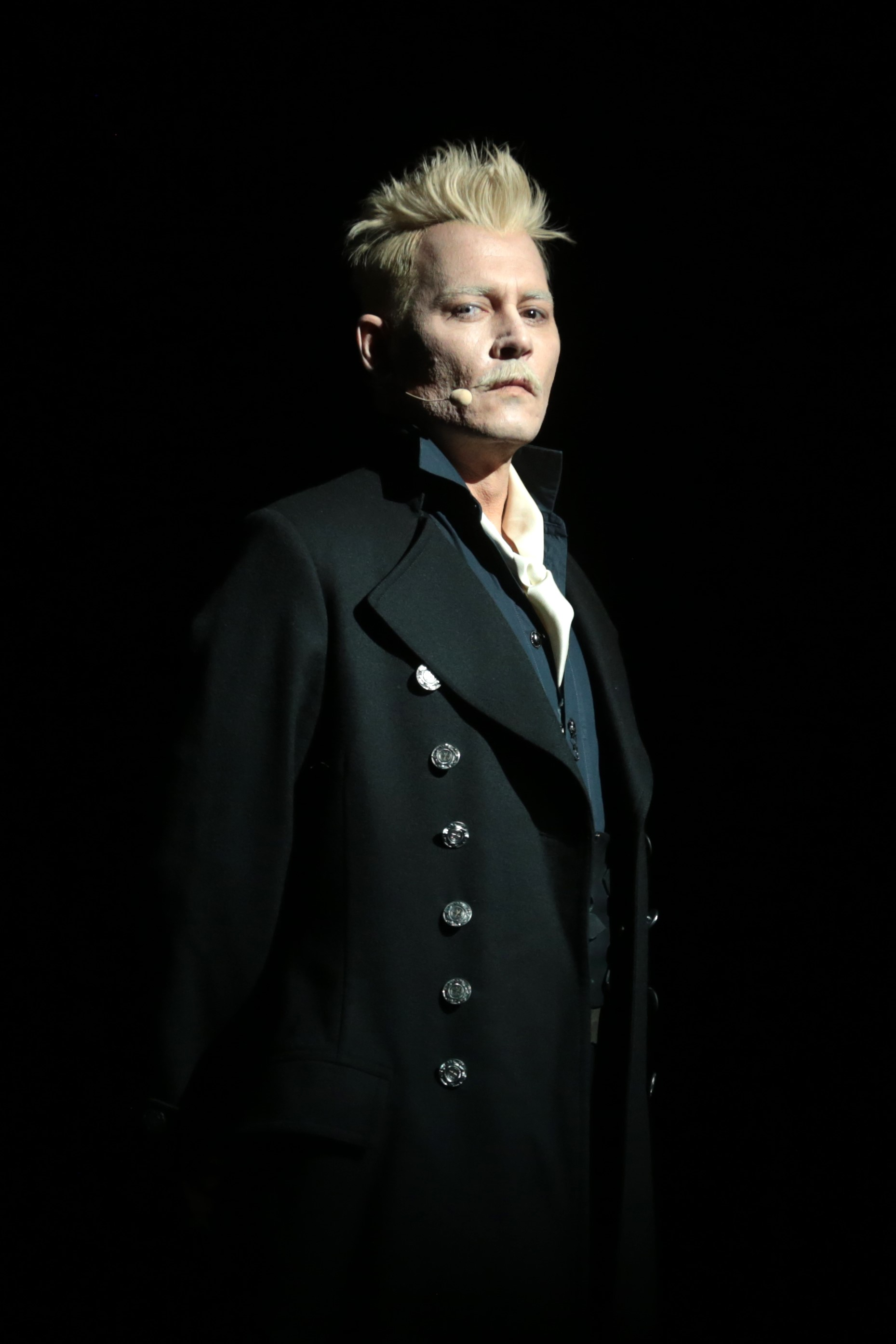
L'acteur dans son costume des Les Animaux fantastiques en 2018.

En 2012, il reprend le premier rôle pour un nouveau film de Tim Burton, Dark Shadows, avec notamment Eva Green et Michelle Pfeiffer. L'acteur tient le rôle principal, celui du vampire Barnabas Collins. Le film est l'adaptation d'un feuilleton télévisé américain du même nom, Dark Shadows, diffusé à la fin des années 1960. La même année il fait un caméo dans l'adaptation au cinéma de la série qui l'a fait connaître, 21 Jump Street, dont les rôles principaux sont tenus par Jonah Hill et Channing Tatum. En 2013, il incarne l'indien Tonto, dans le blockbuster Lone Ranger, naissance d'un héros, troisième tentative des studios Disney de créer une franchise autour de l'acteur. À la sortie de ce film, le chef Comanche Chaiman Coffey déclare trouver que ce film ne trahit pas son peuple dans la manière dont il est représenté ; après ce film, Johnny Depp est déclaré « Citoyen d'honneur » et baptisé Mah-Woo-Meh, ce qui signifie « Caméléon » ou « Celui-qui-se-métamorphose ». Lone Ranger est cependant un échec critique et déçoit au box-office.
En 2014, Johnny Depp tient le rôle d'un scientifique avec l'esprit virtualisé par un ordinateur dans Transcendence, le premier film de Wally Pfister (directeur de la photographie de Christopher Nolan). Le film est un nouvel échec au box-office américain et recueille des critiques négatives dans l'ensemble. Après avoir connu un véritable flop critique et commercial avec la comédie Charlie Mortdecai, Johnny Depp renoue enfin avec la critique grâce à sa prestation du gangster James J. Bulger dans le thriller Strictly Criminal en 2015, qui fonctionne honorablement au box-office. La même année, il est intronisé en tant que Disney Legend.
La même année, il renoue avec le domaine de la comédie musicale avec Into the Woods ! Promenons nous dans les bois, adaptation d'une autre pièce du compositeur Stephen Sondheim adapté à l'écran par les studios Disney. Relecture audacieuse des contes des frères Grimm, il y prête ses traits au rôle du Loup. Il complète une distribution d'acteurs prestigieuse qui comporte Meryl Streep, Emily Blunt, l'humoriste James Corden, et Anna Kendrick. Ce film signe sa seconde collaboration avec Rob Marshall. Immense succès dans son pays, la comédie musicale a du mal à trouver son public en Europe.
En 2016, il reprend le rôle du Chapelier Fou dans Alice de l'autre côté du miroir. La même année, David Yates, réalisateur des quatre derniers volets de Harry Potter, annonce officiellement, que Johnny Depp interprétera le mage noir Gellert Grindelwald dans Animaux Fantastiques, premier film de la saga dérivée de l'univers d'Harry Potter. L'acteur y fait une courte apparition et incarne à nouveau Grindelwald dans le deuxième volet des Animaux fantastiques (2018). En 2017, il tourne dans le cinquième et dernier volet de la saga Pirates des Caraïbes, reprenant une nouvelle fois le rôle du capitaine Jack Sparrow. Lors du tournage, il aurait été « constamment ivre, alcoolique et ingérable », selon des membres de l'équipe technique, ainsi que « très souvent en retard ». Il aurait « perturbé le bon déroulement du tournage par son comportement complètement erratique ». Il joue ensuite notamment dans Le Crime de l'Orient-Express (2017) de Kenneth Branagh, City of Lies (2018) de Brad Furman et Les Derniers Jours de Monsieur Brown (2018).

#### Retour médiatique et renouveau en Europe (années 2020)

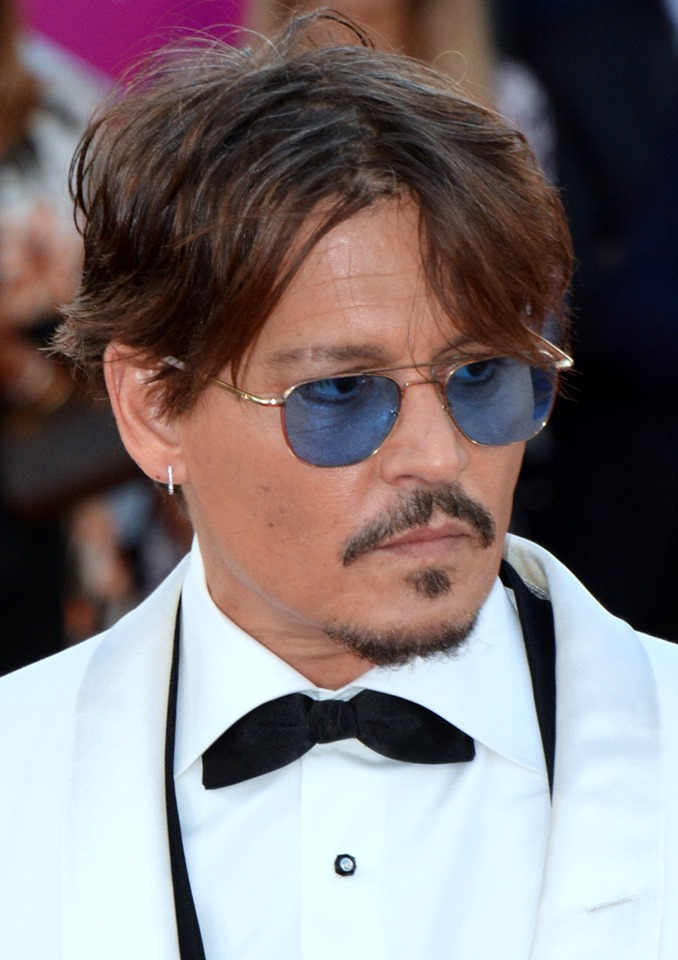
L'acteur en France au Festival de Deauville pour la présentation du drame indépendant : Minamata, en 2019.

En novembre 2020, il perd son procès contre le tabloïd britannique The Sun qui a écrit un article controversé sur son mariage avec son épouse d'alors : l'actrice Amber Heard. Les deux stars sont alors embourbés dans une longue bataille judiciaire qui durera cinq ans. Lors de sa parution, cet article causa de nombreux déboires pour la carrière de Johnny Depp. Souhaitant ne pas être compromis : l'acteur déclare se retirer du Wizarding World, après avoir été poussé à le faire par sa société de production de l'époque Warner Bros – celle-ci confirmant cette décision dans un communiqué – son rôle de Gellert Grindelwald dans Les Animaux fantastiques 3 étant remplacé par celui de Mads Mikkelsen,,,,. Deux ans plus tard sous la pression des studios Disney : il déclare officiellement qu'il ne reprendra jamais son rôle de Jack Sparrow pour un film Pirates des Caraïbes, par rapport à ses problèmes judiciaires, mais également sur ses anciens soucis d'alcoolisme, de drogues, de dettes financières (causées par son oniomanie),,. Il en sera de même pour Warner. Une pétition est alors lancée sur le site Change.org en 2020 pour demander son retour en tant que Jack Sparrow, comportant début 2023 plus de 800 000 signatures. En août 2021, il reçoit tout de même le Prix Donostia qui récompense l'ensemble de sa carrière lors du 69e festival de Saint-Sébastien, et le 55e festival de Karlovy Vary en fait son invité spécial pour y être honoré.
En 2022 il sort un album de musique avec son ami Jeff Beck intitulé 18. L'album impose le talent de Johnny Depp comme chanteur et musicien. Il est très bien accueilli par la presse et les fans. Seul ombre au tableau dans ce succès : une accusation de plagiat sur un titre qui sera finalement abandonné.Cet album est le dernier pour Jeff Beck qui décèdera un an plus tard.
Côté cinéma, il se fait plus discret apparaissant dans des productions indépendantes. Il apparait dans le film de guerre : Waiting for the Barbarians où il tient le rôle secondaire d'un colonel tyrannique aux côtés du britannique Robert Pattinson. Malgré sa présentation à la Mostra de Venise, le long-métrage passe quasi inaperçu. Il prête ensuite ses traits au photographe Minamata dans le biopic qui lui est consacré.
Il se tourne ensuite vers l'Europe qui semble lui offrir un nouveau regain. C’est grimé sous les traits du roi français Louis XV dans le film historique Jeanne du Barry qu’il fait son grand retour comme acteur. Cette superproduction signe sa seconde incursion dans le cinéma français après son bref caméo dans Ils se marièrent et eurent beaucoup d'enfants (2004) et son premier grand rôle en langue française. À l’origine, le rôle avait été pensé pour Gérard Depardieu qui l’a décliné. Alors incertaine et dans la tumulte, Maïwenn tente de contacter la star américaine pour lui proposer le rôle, puis en 2019, la réalisatrice et l'acteur se rencontreront en personne à Londres. Après une journée complète de discussion en français, Johnny Depp accepte le rôle sur les conseils de son agent. Spécialement pour l'acteur, Maïwenn et son équipe retirent des dialogues, privilégiant le charisme de l'acteur et ses expressions faciales à son parler. Même si Johnny Depp n'a que peu de dialogues dans le film, il réétudie le français et tente de gommer au maximum son accent pour correspondre à l'idée que se fait sa réalisatrice de Louis XV. Les acteurs Benjamin Lavernhe, Melvil Poupaud et Pierre Richard complètent la distribution en second rôle.
Jeanne du Barry connaît une préparation compliquée. Selon certains médias de l’époque, l’alchimie entre les deux acteurs semble fonctionner au début du tournage en juillet 2022 puis se dégrade au fur et à mesure. Les tabloïds propageant des rumeurs sur la collaboration entre Maïwenn et Johnny Depp, les principaux concernés les démentiront au moment de la promotion du long-métrage. Johnny Depp confiera avoir particulièrement aimé travailler aux côtés de Benjamin Lavernhe, pensionnaire de la Comédie-Française, et se liera d'amitié avec ce dernier au cours du tournage. Le 16 mai 2023, Jeanne du Barry fait l'ouverture du 76e Festival de Cannes et sort en salle de cinéma le même jour. Le choix du festival de promouvoir le film est remis en cause par des professionnels du cinéma, comme via la tribune "Cannes : des actrices dénoncent un système qui soutient les agresseurs" parue dans le journal Libération,. La présence de l'acteur est critiquée et relance les tensions autour de la bataille judiciaire qui l'opposait à son ex-épouse, tout comme l'affaire que connait Maïwenn, accusé par Edwy Plenel, président de Mediapart, de l'avoir agressé alors qu'il dînait dans un restaurant du 12e arrondissement,. Quant au film, même s'il est acclamé lors du festival, les critiques françaises générales sont là aussi très divisées. Le film devient rapidement un succès commercial dès ses premières semaines d'ouvertures. Devenant à la fois le deuxième film d'ouverture de Cannes le plus vu depuis Gatsby le Magnifique (2013) avant de prendre la 2e position du box-office français. Le film redescend à la 3e place mais reste stable dans son exploitation. Jeanne du Barry signe un nouveau pas de son exploitation cinématographique en s'exportant aux États-Unis et autres pays étrangers. Si le film est un succès en France, se classant à la 2de position, il est un échec au box office international, rapportant plus de 13 millions de dollars pour un budget de 22 millions. Un an après la sortie en Europe, le film sort en grande pompes aux États-Unis.
L'acteur est un temps, évoqué pour faire partie de la suite de Beetlejuice mis en scène par son ami, le réalisateur Tim Burton. Ces propos sont démentis. Des sources anonymes mettent en avant le fait que l'acteur est en froid avec Warner Bros depuis sa bataille judiciaire et son renvoi de la saga de films : Les Animaux Fantastiques. Dans le même temps, il annonce son retour à la réalisation, plus de vingt-cinq ans après The Brave. Il va en effet réaliser un long-métrage sur le peintre italien Amedeo Modigliani intitulé Modigliani. Il dirigera l'acteur italien Riccardo Scamarcio et l'américain Al Pacino avec qui il co-produira le film.
Durant l'été 2023 l'acteur se produit en qualité de musicien aux côtés du batteur Tommy Lee au Hellfest, considéré comme l'un des plus grands festivals de musique metal. La présence des artistes controversés crée des mouvements de la part d'activistes féministes qui souhaitent que leurs présences soient suspendues. Le directeur du festival refuse. Tommy Lee et Johnny Depp gardent alors leurs créneaux. Il devrait jouer le rôle de Satan dans le prochain film de Terry Gilliam "The Carnival at the end of days".

## Vie privée
De langue maternelle anglaise, il parle et étudie le français et parlerait quelques mots d'allemand.
Il a été élu deux fois « Homme le plus sexy du monde », en 2003 et 2009, par le magazine People,.
L'acteur souffrirait d'un trouble, l'oniomanie. En conflit avec son gestionnaire de fortune, ce dernier a révélé qu'en « vingt ans, la star a dépensé 480 millions de dollars, soit une moyenne de 55 000 dollars par jour. Un ranch dans le Kentucky, cinq villas à Beverly Hills... l’acteur a acquis 14 demeures pour un montant total de 75 millions de dollars… 200 œuvres d’art signées Warhol, Jean-Michel Basquiat, Klimt ou Modigliani, 45 automobiles de luxe, 70 guitares de collection, des milliers de reliques de stars... »,,.

### Relations amoureuses
De 1983 à 1985, Johnny Depp est marié avec Lori Anne Allison, maquilleuse pour le cinéma, née en 1957. À la fin des années 1980, il a été fiancé aux actrices Jennifer Grey et Sherilyn Fenn avant de demander en mariage Winona Ryder en 1990, avec qui il avait partagé l'affiche d'Edward aux mains d'argent. « Fou amoureux », Depp décide de se faire tatouer « Winona Forever » (Winona pour toujours) sur son bras droit qu'il a ensuite changé en « Wino Forever » (Ivrogne pour toujours),. Après avoir été en couple avec l'actrice Ellen Barkin en 1994, il vit une relation très médiatisée avec la mannequin anglaise Kate Moss de 1994 à 1998. La même année, il devient le compagnon de l'actrice et chanteuse française Vanessa Paradis, qu'il rencontre lors du tournage de La Neuvième Porte en France. Ils auront deux enfants : une fille, Lily-Rose (née en 1999), et un fils, Jack (né en 2002). Lors de tournages aux Bahamas, il tombe amoureux de la caye Little Hall’s Pond qu'il offre à sa famille comme lieu privilégié de vacances. Le 19 juin 2012, ils annoncent leur séparation après 14 ans de vie commune et sans jamais s'être mariés, puis annonceront la mise en vente de leur propriété au Plan-de-la-Tour, dans le département français du Var,,. Le 3 février 2015, après plusieurs années de fréquentations, il se marie à l'actrice Amber Heard avec qui il avait partagé l’affiche de Rhum Express (2011). Ils divorcent le 13 janvier 2017,.

### Addictions et excès de violence
Depp a lutté contre l'alcoolisme et la toxicomanie pendant une grande partie de sa vie. L'acteur a évoqué plusieurs fois les sévices physiques et psychologiques infligés par sa mère lorsqu’il était enfant, alors que son père était souvent absent, conscient qu'elle le battait, lui et sa fratrie. « La violence verbale, la violence psychologique, était presque pire que les coups. Les coups n'étaient que de la douleur physique. La douleur physique, vous apprenez à la gérer ; vous apprenez à l'accepter ; vous apprenez à faire avec. » Certaines des violences infligées par sa mère comprenaient le fait de « lancer un cendrier, une chaussure à talon haut ou un téléphone, frapper ses enfants à la tête », « elle avait la capacité d'être aussi cruelle que n'importe qui »,. Il confie également qu'il consommait des pilules initialement prescrites à elle dès ses 11-12 ans, « pour échapper à la nature chaotique de ce que nous vivions » : « Je n'ai jamais pris de la drogue, je n'ai jamais bu un verre pour "faire la fête" comme le dit l'expression que je déteste. C’était de l’automédication, je voulais m’anesthésier, je voulais apaiser mon cerveau et me sentir mieux. J’ai commencé très tôt vers 12 ans, je volais des "pilules pour les nerfs" dans le sac à mains de ma mère ». S'il a admis avoir été pendant plusieurs années dépendant aux opiacés, il explique n'avoir « jamais perdu le contrôle »,,,. La sœur de Johnny, Christi Depp-Dembrowski, réitère ses propos lors de son audition au procès de 2022.
Dans une interview de 1997, Depp a reconnu avoir abusé de l'alcool lors du tournage de What's Eating Gilbert Grape ? (1993). En 2013, il déclare qu'il a arrêté de boire, ajoutant qu'il avait à peu près pris tout ce qu'il pouvait en tirer. Concernant sa rupture avec sa partenaire de longue date Vanessa Paradis, il déclare qu'il n'a « certainement pas compté sur la boisson pour soulager la situation ou amortir le coup » parce que « cela aurait pu être fatal ». Selon son ex-épouse Amber Heard, Depp aurait « plongé dans les profondeurs de la paranoïa et de la violence après avoir consommé de la drogue et de l'alcool » au cours de leur relation entre 2012 et 2016,,. L'acteur a également déclaré que l'allégation faite par ses anciens collaborateurs selon laquelle il avait dépensé 30 000 $ par mois en vin était « insultante » parce qu'il avait dépensé « beaucoup plus » que ce montant. Au cours de son procès en diffamation en 2020, Depp a admis avoir été accro à l'alcool ainsi qu'avoir consommé des drogues telles que l'Oxycodone, la MDMA et la cocaïne au cours de sa relation avec Heard,,.

### Bataille judiciaire avec Amber Heard
Après seulement un an et demi de mariage, Amber Heard demande le divorce le 25 mai 2016 pour violences conjugales, et obtient d'un tribunal de Los Angeles une ordonnance restrictive contre Depp. Elle l'accuse de violences conjugales, viol et menaces de mort. Ils divorcent le 13 janvier 2017. Dans un premier temps, Johnny Depp perd un procès en diffamation au Royaume-Uni contre le quotidien The Sun, 12 des 14 agressions mentionnées ayant été jugées prouvées sans équivoque. Johnny Depp affirme quant à lui qu'Amber Heard, qui s'était liée avec Elon Musk, avait commencé à le fréquenter avant leur divorce, voire juste après leur mariage, et qu'il s'agissait, ce dont se défend le milliardaire, d'une relation à trois avec Cara Delevingne. Il évoque aussi un adultère avec James Franco.
Par la suite, ils se livrent, de 2020 à 2022, une bataille judiciaire très médiatisée,, se terminant sur une victoire relative du comédien : Amber Heard est condamnée par le palais de justice du comté de Fairfax à 10 millions de dollars de dommages et intérêts compensatoires (compensatory damages) et à 350 000 dollars de dommages-intérêts punitifs (punitive damages) pour « diffamation avec réelle malveillance » mais Johnny Depp est de son côté condamné à 2 millions de dollars en dommages-intérêts compensatoires pour des déclarations diffamatoires de son ancien avocat Adam Waldman,,.
Pour mettre fin à la bataille judiciaire, les deux parties s'accordent finalement le 16 décembre 2022 sur un versement d'un million de dollars de dommages et intérêts de Heard en faveur de Depp, en guise de règlement de l'affaire,. Heard renonce à faire appel et le verdict reste en faveur de Johnny Depp. Il pourra de nouveau être utilisé en cas de nouvelle diffamation.

### Opinions politiques
En novembre 2016, Depp rejoint la campagne Imprisoned for Art pour demander la libération du cinéaste ukrainien Oleg Sentsov, qui était détenu en Russie.
Lors de la campagne pour l'élection présidentielle américaine de 2016, il soutient la candidate démocrate Hillary Clinton et critiquera ultérieurement plusieurs fois le président Donald Trump,,.

## Filmographie

### Cinéma

#### Années 1980
- 1984 : Les Griffes de la nuit (A Nightmare on Elm Street) de Wes Craven : Glen Lantz
- 1985 : Coups de soleil (Private Resort) de George Bowers : Jack Marshall
- 1986 : Platoon d'Oliver Stone : Lerner

#### Années 1990
- 1990 : Cry-Baby de John Waters : Wade "Cry-Baby" Walker
- 1990 : Edward aux mains d'argent (Edward Scissorhands) de Tim Burton : Edward
- 1991 : La Fin de Freddy : L'Ultime Cauchemar (Freddy's Dead: The Final Nightmare) de Rachel Talalay : Glen Lantz / Oprah Noodlemantra, caméo
- 1992 : Arizona Dream d'Emir Kusturica : Axel Blackmar
- 1993 : Benny and Joon de Jeremiah S. Chechik : Sam
- 1993 : Stuff de Johnny Depp et Gibby Haynes
- 1993 : Gilbert Grape de Lasse Hallström : Gilbert Grape
- 1994 : Ed Wood de Tim Burton : Edward D. Wood Jr.
- 1994 : Don Juan DeMarco de Jeremy Leven : Don Juan/John R. DeMarco
- 1995 : Dead Man de Jim Jarmusch : William Blake
- 1995 : Meurtre en suspens (Nick of Time) de John Badham : Gene Watson
- 1996 : Cannes Man de Richard Martini : lui-même
- 1997 : Donnie Brasco de Mike Newell : Donnie Brasco / Joseph D. Pistone
- 1997 : The Brave de lui-même (réalisateur et scénariste) : Raphael
- 1998 : Las Vegas Parano de Terry Gilliam : Raoul Duke
- 1998 : I Love L.A. de Mika Kaurismäki : lui-même (caméo)
- 1999 : La Neuvième Porte (The Ninth Gate) de Roman Polanski : Dean Corso
- 1999 : Intrusion de Rand Ravich : Spencer Armacost
- 1999 : Sleepy Hollow : La Légende du cavalier sans tête (Sleepy Hollow) de Tim Burton : Ichabod Crane

#### Années 2000
- 2000 : Les Larmes d'un homme (The Man Who Cried) de Sally Potter : César
- 2000 : Avant la nuit (Before Night Falls) de Julian Schnabel : Lt. Victor, "Bon Bon"
- 2000 : Le Chocolat (Chocolat) de Lasse Hallström : Roux
- 2001 : Blow de Ted Demme : George Jung
- 2001 : From Hell d'Albert et Allen Hughes : Inspecteur Frederich Abberline
- 2002 : Lost in La Mancha de Keith Fulton et Louis Pepe (documentaire) : lui-même
- 2003 : Pirates des Caraïbes : La Malédiction du Black Pearl (Pirates of the Caribbean: The Curse of the Black Pearl) de Gore Verbinski : Capitaine Jack Sparrow
- 2003 : Il était une fois au Mexique... Desperado 2 (Once Upon a Time in Mexico) de Robert Rodriguez : Sheldon Sands
- 2004 : Fenêtre secrète (Secret Window) de David Koepp : Morton Rainey
- 2004 : Ils se marièrent et eurent beaucoup d'enfants d'Yvan Attal : L'inconnu (caméo)
- 2004 : Neverland de Marc Forster : Sir James Matthew Barrie
- 2004 : Rochester, le dernier des libertins (The Libertine) de Laurence Dunmore : John Wilmot, 2e comte de Rochester
- 2005 : Charlie et la Chocolaterie (Charlie and the Chocolate Factory) de Tim Burton : Willy Wonka
- 2005 : Les Noces funèbres (Corpse Bride) de Tim Burton : Victor Van Dort (voix)
- 2006 : Pirates des Caraïbes : Le Secret du coffre maudit (Pirates of the Caribbean : Dead Man's Chest) de Gore Verbinski : Capitaine Jack Sparrow
- 2007 : Pirates des Caraïbes : Jusqu'au bout du monde (Pirates of the Caribbean: At World's End) de Gore Verbinski : Capitaine Jack Sparrow
- 2007 : Sweeney Todd : Le Diabolique Barbier de Fleet Street (Sweeney Todd: The Demon Barber of Fleet Street) de Tim Burton : Sweeney Todd / Benjamin Barker
- 2009 : L'Imaginarium du docteur Parnassus (The Imaginarium of Doctor Parnassus) de Terry Gilliam : Tony (1re transformation)
- 2009 : Public Enemies de Michael Mann : John Dillinger

#### Années 2010
- 2010 : When You're Strange de Tom DiCillo (documentaire sur The Doors) : narrateur
- 2010 : Alice au pays des merveilles (Alice in Wonderland) de Tim Burton : Le Chapelier fou
- 2010 : The Tourist de Florian Henckel von Donnersmarck : Frank Tupelo
- 2011 : Rango de Gore Verbinski : Rango (voix)
- 2011 : Pirates des Caraïbes : La Fontaine de Jouvence (Pirates of the Caribbean: On Stranger Tides) de Rob Marshall : Capitaine Jack Sparrow
- 2011 : Rhum Express (The Rum Diary) de Bruce Robinson : Paul Kemp
- 2011 : Jack et Julie (Jack and Jill) de Dennis Dugan : lui-même
- 2012 : 21 Jump Street de Phil Lord et Chris Miller : Officier Tom Hanson
- 2012 : Dark Shadows de Tim Burton : Barnabas Collins
- 2013 : Lone Ranger : Naissance d'un héros (The Lone Ranger) de Gore Verbinski : Tonto
- 2013 : Lucky Them de Megan Griffiths : Matthew Smith (caméo)
- 2014 : Transcendance (Transcendence) de Wally Pfister : Will
- 2014 : Tusk de Kevin Smith : Guy LaPointe
- 2015 : Into the Woods de Rob Marshall : le loup
- 2015 : Charlie Mortdecai (Mortdecai) de David Koepp : Charlie Mortdecai
- 2015 : Strictly Criminal (Black Mass) de Scott Cooper : Whitey Bulger
- 2016 : Alice de l'autre côté du miroir (Alice Through the Looking Glass) de James Bobin : le Chapelier fou
- 2016 : Yoga Hosers de Kevin Smith : Guy LaPointe
- 2016 : Les Animaux fantastiques (Fantastic Beasts and Where to Find Them) de David Yates : Gellert Grindelwald
- 2017 : Pirates des Caraïbes : La Vengeance de Salazar (Pirates of the Caribbean: Dead Men Tell No Tales) de Joachim Rønning et Espen Sandberg : Capitaine Jack Sparrow
- 2017 : Le Crime de l'Orient-Express (Murder on the Orient Express) de Kenneth Branagh : Samuel Ratchett / John Cassetti
- 2018 : Séduction fatale (London Fields) de Matthew Cullen : Chick Purchase (caméo)
- 2018 : City of Lies de Brad Furman : Russell Poole
- 2018 : Les Animaux fantastiques : Les Crimes de Grindelwald (Fantastic Beasts: The Crimes of Grindelwald) de David Yates : Gellert Grindelwald[129]
- 2018 : Brothers in Arms de Paul Sanchez : lui-même
- 2018 : Sherlock Gnomes : Sherlock Gnomes (voix)
- 2018 : Les Derniers Jours de monsieur Brown (The Professor) de Wayne Roberts : Richard
- 2019 : Waiting for the Barbarians de Ciro Guerra : Le colonel Joll

#### Années 2020
- 2020 : Minamata d'Andrew Levitas : William Eugene Smith
- 2023 : Jeanne du Barry de Maïwenn : Louis XV
- 2026 : Day Drinker de Marc Webb
- 2026 :  The Carnival at the End of Days de Terry Gilliam : Satan

### Jeu vidéo
- 2006 : Pirates des Caraïbes : La Légende de Jack Sparrow : Jack Sparrow[130],[131]

### Télévision

#### Années 1980
- 1985 : Lady Blue de John Florea et John D. Hancock (saison 1, épisode 4) : Lionel Viland
- 1986 : Mort en eau trouble de Matthew Chapman (téléfilm) : Donnie Fleischer
- 1987 : Hôtel d'Aaron Spelling (saison 4, épisode 15): Rob Cameron
- 1987-1990 : 21 Jump Street de Stephen J. Cannell et Patrick Hasburgh (71 épisodes) : Officier Tom Hanson

#### Années 2000
- 2004 : Les Rois du Texas (King of the Hill) de Mike Judge et Greg Daniels (saison 8, épisode 20) : Yogi Victor (voix)
- 2009 : Bob l'éponge (SpongeBob SquarePants) de Stephen Hillenburg (saison 6, épisode 21) : Jack Kahuna Laguna, "Le Roi du Surf" (voix)

#### Années 2010
- 2011 : Un petit brin de vie (Life's Too Short) de Ricky Gervais et Stephen Merchant (saison 1, épisode 2): lui-même
- 2012 : Les Griffin (Family Guy) de Joe Vaux (saison 11, épisode 6) : Edward Scissorhands (voix)
- 2016 : The Walking Dead (saison 6, épisode 12) : tête coupée (caméo)[132]

### Caméos

#### Cinéma
- On le voit apparaître sous le pseudonyme d'Oprah Noodlemantra lors d'une publicité que diffuse un poste de télévision, dans le film La Fin de Freddy : L'Ultime cauchemar (1991).
- En 1998 il apparaît dans son propre rôle et dans celui de William Blake dans le film I Love L.A. de Mika Kaurismäki.
- En 2004 il apparaît dans le film Ils se marièrent et eurent beaucoup d'enfants de Yvan Attal.

#### Télévision
- Il interprète son propre rôle en 1999 dans un épisode de la série télévisée britannique The Vicar of Dibley et en 2000 pour un sketch de l'émission de divertissement The Fast Show.
- Il prête son visage dans la série télévisée The Walking Dead dans l'épisode Pas encore demain (Not Tomorrow Yet) (Saison 6, Épisode 12), comme modèle de tête de rôdeur

#### Séries d'animation
- Il prête sa voix au personnage de Yogi Victor dans la version originale des Rois du Texas (King of the Hill), et interprète son propre rôle dans la troisième saison d'American Dad! (épisode Tearjerker - 2008). Il prête également sa voix à Jack Kahuna Laguna, Le Roi du Surf dans un épisode de Bob l'éponge (La Vague parfaite - 2009)

### Réalisateur
- 1997 : The Brave
- 2025 : Modi

### Narration
Documentaires
- En 1996, pour la mini-série télévisée American States of Poetry, Johnny Depp lit le chorus 113 de Mexico City Blues de l'écrivain beatnik Jack Kerouac[133]. Il participe trois ans plus tard au film documentaire The Source de Chuck Workman sur la Beat Generation, où il fait à nouveau la lecture d'un texte de Jack Kerouac.
- En 2008, il est le narrateur du documentaire hommage consacré à son ami l'écrivain Hunter S. Thompson, Gonzo: The Life and Work of Dr. Hunter S. Thompson.
- Il est également la voix-off du film documentaire sur The Doors, When You're Strange réalisé par Tom DiCillo en 2010.

Livres audio
- Il est lecteur de l'autobiographie de Keith Richards Life, éditée dans sa forme audio en 2011[134].

## Publicité et domaine artistique
H&M en 1999
En 2015, Johnny Depp devient l'égérie du parfum Dior Sauvage,. Malgré le boycott d'Hollywood pour ses accusations de violences conjugales, la maison de haute couture le soutient et signe un nouveau contrat avec lui en novembre 2021. L'acteur devenant ainsi l'égérie du dernier parfum de la marque : Sauvage Elixir,.
En collaboration avec la marque Duesenberg, il conçoit un modèle de guitare signature avec l'ensemble de ses tatouages dessinés dessus ainsi qu'un design et un micro conçu pour lui.
Un texte de Johnny Depp, traduit par Virginie Despentes, paraît en 2008 dans un numéro de la revue Bordel consacré à Jean-Michel Basquiat,.
L'acteur a promu l'œuvre du peintre français Thierry Alonso Gravleur en lui consacrant une exposition à la Trigg Ison Gallery à Los Angeles en 2006 et en 2011.

## Musique

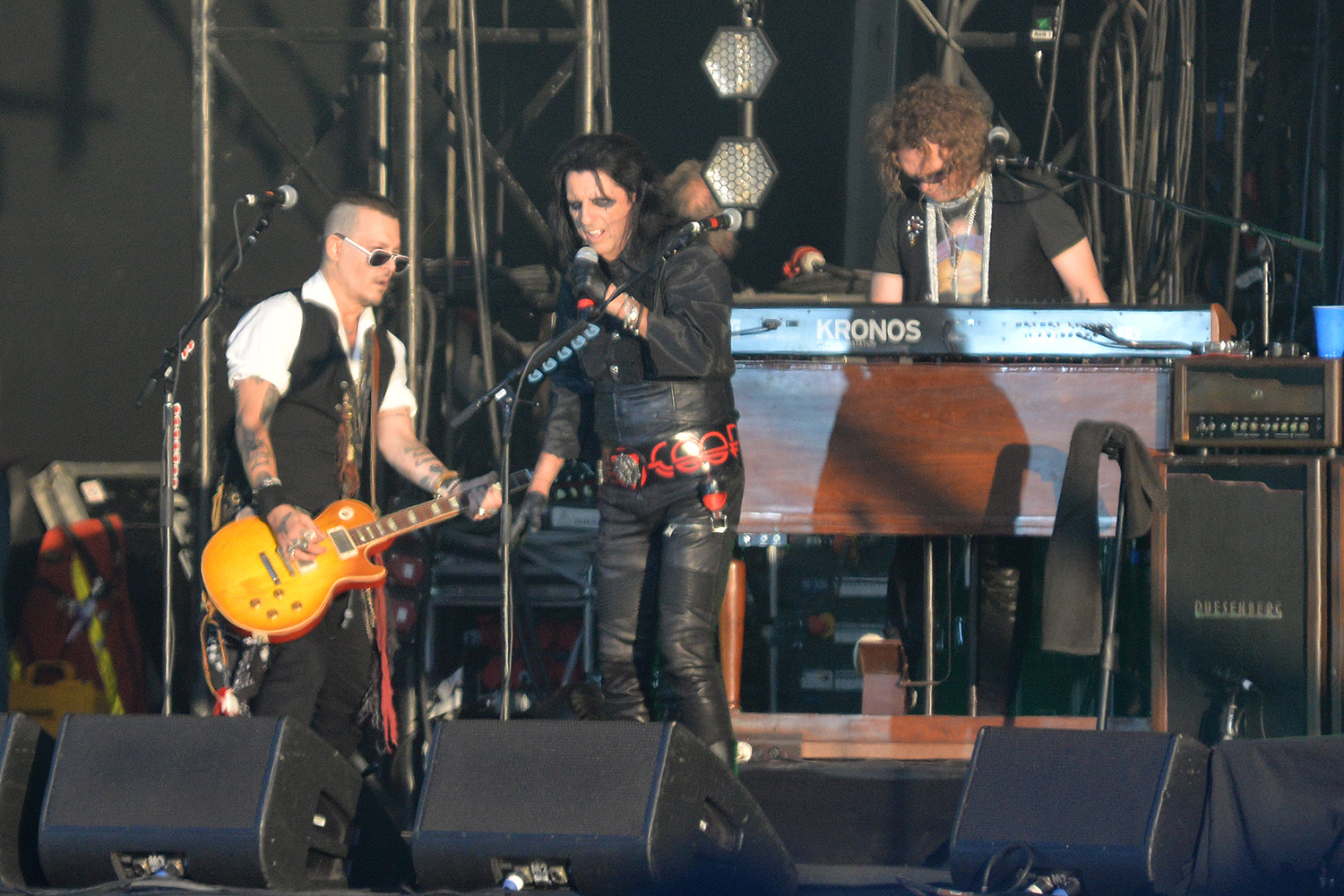
Hollywood Vampires au Hellfest 2018.

Depuis 2015, Johnny Depp est membre du groupe Hollywood Vampires aux côtés d'Alice Cooper et de Joe Perry (guitariste d'Aerosmith). Ils sont les auteurs d'un album homonyme sorti le 11 septembre 2015.
En juillet 2022, il enregistre l'album 18 avec Jeff Beck. Le disque comporte une majorité de reprises et quelques chansons originales.

### Enregistrements
- en 1994, Johnny Depp est à la guitare sur le morceau That Woman's Got Me Drinking de l'album The Snake de Shane MacGowan ;
- il enregistre en 1995 l'album P en compagnie de Gibby Haynes, Steve Jones, Flea, Chuck E. Weiss et Sal Jenco ;
- il est à la guitare slide sur la chanson Fade In-Out d'Oasis figurant sur l'album Be Here Now sorti en 1997. Il est invité par le groupe à rejouer l'année suivante sur le titre Fade Away ;
- en 2000, il compose les musiques de deux chansons sur l'album Bliss de sa compagne Vanessa Paradis : St Germain et Bliss ;
- il joue également trois titres à la guitare dans le film Le Chocolat de Lasse Hallström en 2001, et participe à la bande-originale du film Il était une fois au Mexique... Desperado 2 en 2003 en composant un titre (Sands Theme) crédité sous le pseudonyme de Tonto's Giant Nuts ;
- Vanessa Paradis participe à un album-hommage à Alain Bashung, sorti en avril 2011, dans lequel elle reprend la chanson Angora dont la réalisation, les arrangements et les guitares sont signés Johnny Depp ;
- en novembre 2011, le couple reprend en duo la chanson Ballade de Melody Nelson, de Serge Gainsbourg et Jane Birkin sur l'album To Gainsbourg from Lulu réalisé par Lulu Gainsbourg ;
- en 2012, il joue de la guitare sur la reprise de You're So Vain de Carly Simon, chanson bonus du 8e disque de Marilyn Manson, Born Villain. Cette même année il participe à l'album Banga de son amie Patti Smith ;
- en 2013, il compose la musique du titre New Year figurant sur l'album de Vanessa Paradis Love Songs.

### Scène
- En novembre 1999, Johnny Depp participe au concert privé Night Clubbing organisé par la chaîne de télévision française Canal+, et dans lequel il accompagne à la guitare Iggy Pop, Vanessa Paradis et Chrissie Hynde sur plusieurs chansons.
- Il rejoint Vanessa Paradis sur la scène de l'Olympia, le 25 mars 2001 lors de la dernière représentation des concerts de la chanteuse et l'accompagne à la guitare sur une reprise de Jacques Dutronc : Fais pas ci, fais pas ça.
- Il accompagne Eddie Vedder et Patti Smith lors du concert Voices For Justice à Little Rock le 28 août 2010[145].
- Fan du chanteur de hard rock Alice Cooper, il rejoint ce dernier à la guitare sur deux titres lors d'un concert le 28 juin 2011[146].
- Le 11 avril 2012, il accompagne à la guitare son ami Marilyn Manson en concert à Los Angeles, sur deux chansons : Sweet Dreams et The Beautiful People.
- En juin 2018 et 2023, il participe au Hellfest (Clisson) avec son groupe Hollywood Vampires[147].

### Clips
- Johnny Depp apparaît en 1991 dans le clip de Tom Petty, Into The Great Wide Open.
- En 1994, il tourne dans le clip de la chanson de Shane MacGowan : That Woman's Got Me Drinking.
- On le retrouve en 2006 dans le clip posthume de Johnny Cash God's Gonna Cut You Down, en compagnie d'une trentaine d'autres artistes.
- En 2008 et 2010, il apparaît dans les clips L'Incendie et Il y a de sa compagne Vanessa Paradis qu'il a réalisés.
- En 2012, il tourne aux côtés de Natalie Portman dans le clip My Valentine de Paul McCartney, chanson issue de l'album Kisses on the Bottom sorti la même année. Dans ce clip, les deux acteurs interprètent le texte de la chanson en langue des signes américaine (American Sign Language - ASL).
- En 2013, il tourne aux côtés d'une pléiade d'artistes dans le clip Queenie Eye de Paul McCartney, chanson issue de l'album New sorti la même année.
- En 2014, il tourne aux côtés des bluesmen Roy Gaines et Al Williams entre autres, dans le clip Early Days de Paul McCartney, chanson issue de l'album New.
- En 2017, il apparaît dans les clips Say10 et KILL4ME tirés de l'album Heaven Upside Down dans lequel il fait face à son interprète, Marilyn Manson[148].

## Distinctions
Cette section récapitule les principales récompenses et nominations obtenues par Johnny Depp. Pour une liste plus complète, se référer à l'Internet Movie Database.
| Année | Évènement                                            | Pays                   | Résultat | Prix                            | Catégorie | Film                                                                                 |
| ----- | ---------------------------------------------------- | ---------------------- | -------- | ------------------------------- | --- | ------------------------------------------------------------------------------------ |
| 1990  | ShoWest Convention                                   | Drapeau des États-Unis | Remporté | ShoWest Award                   | Star masculine de demain |                                                                                      |
| 1991  | Golden Globes                                        | Drapeau des États-Unis | Proposé  | Golden Globe                    | Meilleure prestation d'acteur dans une comédie/comédie musicale | Edward aux mains d'argent (1990)                                                     |
| 1994  | Golden Globes                                        | Drapeau des États-Unis | Proposé  | Golden Globe                    | Meilleure prestation d'acteur dans une comédie/comédie musicale | Benny and Joon (1993)                                                                |
| 1994  | MTV Movie Awards                                     | Drapeau des États-Unis | Proposé  | MTV Movie Award                 | Meilleure prestation comique | Benny and Joon (1993)                                                                |
| 1994  | MTV Movie Awards                                     | Drapeau des États-Unis | Proposé  | MTV Movie Award                 | Meilleur duo à l'écran partagé avec Mary Stuart Masterson | Benny and Joon (1993)                                                                |
| 1995  | Golden Globes                                        | Drapeau des États-Unis | Proposé  | Golden Globe                    | Meilleure prestation d'acteur dans une comédie/comédie musicale | Ed Wood (1994)                                                                       |
| 1996  | London Critics Circle Film Awards                    | Drapeau du Royaume-Uni | Remporté | ALFS Award                      | Acteur de l'année | Ed Wood (1994)                                                                       |
| 1997  | Festival de Cannes                                   | Drapeau de la France   | Proposé  | Palme d'or                      | Meilleur film | The Brave (1997)                                                                     |
| 1998  | Chlotrudis Awards                                    | Drapeau des États-Unis | Proposé  | Chlotrudis Award                | Meilleur acteur | Donnie Brasco (1997)                                                                 |
| 1998  | Russian Guild of Film Critics                        | Drapeau de la Russie   | Remporté | Golden Aries                    | Meilleur acteur étranger | Las Vegas Parano (1997)                                                              |
| 1999  | César du cinéma                                      | Drapeau de la France   | Remporté | César d'honneur                 | |                                                                                      |
| 2000  | Blockbuster Entertainment Awards                     | Drapeau des États-Unis | Remporté | Blockbuster Entertainment Award | Acteur préféré - Film d'horreur | Sleepy Hollow (1999)                                                                 |
| 2000  | Satellite Awards                                     | Drapeau des États-Unis | Proposé  | Golden Satellite Award          | Meilleure prestation d'acteur dans une comédie/comédie musicale | Sleepy Hollow (1999)                                                                 |
| 2000  | Saturn Awards                                        | Drapeau des États-Unis | Proposé  | Saturn Award                    | Meilleur acteur | Sleepy Hollow (1999)                                                                 |
| 2001  | Screen Actors Guild Awards                           | Drapeau des États-Unis | Proposé  | Actor                           | Meilleure distribution partagé avec Juliette Binoche, Leslie Caron, Judi Dench, Alfred Molina, Carrie-Anne Moss, Hugh O'Conor, Lena Olin, Peter Stormare et John Wood | Le Chocolat (2000)                                                                   |
| 2002  | Saturn Awards                                        | Drapeau des États-Unis | Proposé  | Saturn Award                    | Meilleur acteur | From Hell (2001)                                                                     |
| 2003  | Hollywood Film Festival                              | Drapeau des États-Unis | Remporté |                                 | Acteur de l'année |                                                                                      |
| 2003  | Washington D.C. Area Film Critics Association Awards | Drapeau des États-Unis | Proposé  | WAFCA Award                     | Meilleur acteur | Pirates des Caraïbes : La Malédiction du Black Pearl (2003)                          |
| 2004  | Oscars du cinéma                                     | Drapeau des États-Unis | Proposé  | Oscar                           | Meilleur acteur dans un rôle principal | Pirates des Caraïbes : La Malédiction du Black Pearl (2003)                          |
| 2004  | BAFTA Awards                                         | Drapeau du Royaume-Uni | Proposé  | BAFTA Award                     | Meilleur acteur dans un rôle principal | Pirates des Caraïbes : La Malédiction du Black Pearl (2003)                          |
| 2004  | Broadcast Film Critics Association Awards            | Drapeau des États-Unis | Proposé  | Critics Choice Award            | Meilleur acteur | Pirates des Caraïbes : La Malédiction du Black Pearl (2003)                          |
| 2004  | Chicago Film Critics Association Awards              | Drapeau des États-Unis | Proposé  | CFCA Award                      | Meilleur acteur | Pirates des Caraïbes : La Malédiction du Black Pearl (2003)                          |
| 2004  | Empire Awards                                        | Drapeau du Royaume-Uni | Remporté | Empire Award                    | Meilleur acteur | Pirates des Caraïbes : La Malédiction du Black Pearl (2003)                          |
| 2004  | Golden Globes                                        | Drapeau des États-Unis | Proposé  | Golden Globe                    | Meilleure prestation d'acteur dans une comédie/comédie musicale | Pirates des Caraïbes : La Malédiction du Black Pearl (2003)                          |
| 2004  | Irish Film and Television Awards                     | Drapeau de l'Irlande   | Remporté | Audience Award                  | Meilleur acteur international | Pirates des Caraïbes : La Malédiction du Black Pearl (2003)                          |
| 2004  | MTV Movie Awards                                     | Drapeau des États-Unis | Remporté | MTV Movie Award                 | Meilleure prestation masculine | Pirates des Caraïbes : La Malédiction du Black Pearl (2003)                          |
| 2004  | MTV Movie Awards                                     | Drapeau des États-Unis | Proposé  | MTV Movie Award                 | Meilleure prestation comique | Pirates des Caraïbes : La Malédiction du Black Pearl (2003)                          |
| 2004  | MTV Movie Awards                                     | Drapeau des États-Unis | Proposé  | MTV Movie Award                 | Meilleure équipe à l'écran partagé avec Orlando Bloom | Pirates des Caraïbes : La Malédiction du Black Pearl (2003)                          |
| 2004  | Online Film Critics Society Awards                   | Drapeau des États-Unis | Proposé  | OFCS Award                      | Meilleur acteur | Pirates des Caraïbes : La Malédiction du Black Pearl (2003)                          |
| 2004  | Phoenix Film Critics Society Awards                  | Drapeau des États-Unis | Proposé  | PFCS Award                      | Meilleure prestation d'acteur dans un rôle principal | Pirates des Caraïbes : La Malédiction du Black Pearl (2003)                          |
| 2004  | Satellite Awards                                     | Drapeau des États-Unis | Proposé  | Golden Satellite Award          | Meilleure prestation d'acteur dans une comédie/comédie musicale | Pirates des Caraïbes : La Malédiction du Black Pearl (2003)                          |
| 2004  | Satellite Awards                                     | Drapeau des États-Unis | Proposé  | Golden Satellite Award          | Meilleure prestation d'acteur dans un rôle secondaire dans une comédie/comédie musicale                                                                               | Il était une fois au Mexique... Desperado 2 (2003)                                   |
| 2004  | Saturn Awards                                        | Drapeau des États-Unis | Proposé  | Saturn Award                    | Meilleur acteur | Pirates des Caraïbes : La Malédiction du Black Pearl (2003)                          |
| 2004  | Screen Actors Guild Awards                           | Drapeau des États-Unis | Remporté | Actor                           | Meilleure prestation d'acteur dans un rôle principal | Pirates des Caraïbes : La Malédiction du Black Pearl (2003)                          |
| 2004  | Teen Choice Awards                                   | Drapeau des États-Unis | Proposé  | Teen Choice Award               | Menteur préféré | Pirates des Caraïbes : La Malédiction du Black Pearl (2003)                          |
| 2004  | Teen Choice Awards                                   | Drapeau des États-Unis | Proposé  | Teen Choice Award               | Scène de combat préféré partagé avec Orlando Bloom | Pirates des Caraïbes : La Malédiction du Black Pearl (2003)                          |
| 2005  | Oscars du cinéma                                     | Drapeau des États-Unis | Proposé  | Oscar                           | Meilleur acteur dans un rôle principal | Neverland (2004)                                                                     |
| 2005  | Saturn Awards                                        | Drapeau des États-Unis | Proposé  | Saturn Award                    | Meilleur acteur | Neverland (2004)                                                                     |
| 2005  | BAFTA Awards                                         | Drapeau du Royaume-Uni | Proposé  | BAFTA Award                     | Meilleur acteur dans un rôle principal | Neverland (2004)                                                                     |
| 2005  | British Independent Film Awards                      | Drapeau du Royaume-Uni | Proposé  | British Independent Film Award  | Meilleur acteur | Rochester, le dernier des libertins (2004)                                           |
| 2005  | Broadcast Film Critics Association Awards            | Drapeau des États-Unis | Proposé  | Critics Choice Award            | Meilleur acteur | Neverland (2004)                                                                     |
| 2005  | Empire Awards                                        | Drapeau du Royaume-Uni | Proposé  | Empire Award                    | Meilleur acteur | Neverland (2004)                                                                     |
| 2005  | Golden Globes                                        | Drapeau des États-Unis | Proposé  | Golden Globe                    | Meilleure prestation d'acteur dans un drame | Neverland (2004)                                                                     |
| 2005  | Irish Film and Television Awards                     | Drapeau de l'Irlande   | Proposé  | Audience Award                  | Meilleur acteur international | Charlie et la Chocolaterie (2005)                                                    |
| 2005  | London Critics Circle Film Awards                    | Drapeau du Royaume-Uni | Proposé  | ALFS Award                      | Acteur de l'année | Neverland (2004)                                                                     |
| 2005  | People's Choice Awards                               | Drapeau des États-Unis | Remporté | People's Choice Award           | Star masculine favorite | Neverland (2004)                                                                     |
| 2005  | People's Choice Awards                               | Drapeau des États-Unis | Proposé  | People's Choice Award           | « Chimie » à l'écran préférée partagé avec Kate Winslet | Neverland (2004)                                                                     |
| 2005  | Satellite Awards                                     | Drapeau des États-Unis | Proposé  | Golden Satellite Award          | Meilleur acteur dans un drame | Neverland (2004)                                                                     |
| 2005  | Screen Actors Guild Awards                           | Drapeau des États-Unis | Proposé  | Actor                           | Meilleure distribution partagé avec Julie Christie, Freddie Highmore, Dustin Hoffman, Radha Mitchell, Joe Prospero, Nick Roud, Luke Spill et Kate Winslet             | Neverland (2004)                                                                     |
| 2005  | Screen Actors Guild Awards                           | Drapeau des États-Unis | Proposé  | Actor                           | Meilleure prestation d'acteur dans un drame | Neverland (2004)                                                                     |
| 2005  | Teen Choice Awards                                   | Drapeau des États-Unis | Proposé  | Teen Choice Award               | Acteur préféré dans un drame | Neverland (2004)                                                                     |
| 2006  | Empire Awards                                        | Drapeau du Royaume-Uni | Remporté | Empire Award                    | Meilleur acteur | Charlie et la Chocolaterie (2005)                                                    |
| 2006  | Golden Globes                                        | Drapeau des États-Unis | Proposé  | Golden Globe                    | Meilleure prestation d'acteur dans une comédie/comédie musicale | Charlie et la Chocolaterie (2005)                                                    |
| 2006  | Kids' Choice Awards                                  | Drapeau des États-Unis | Proposé  | Blimp Award                     | Acteur préféré dans un film | Charlie et la Chocolaterie (2005)                                                    |
| 2006  | Kids' Choice Awards                                  | Drapeau des États-Unis | Proposé  | Blimp Award                     | Voix préférée dans un film d'animation | Les Noces funèbres (2005)                                                            |
| 2006  | London Critics Circle Film Awards                    | Drapeau du Royaume-Uni | Proposé  | ALFS Award                      | Acteur de l'année | Charlie et la Chocolaterie (2005)                                                    |
| 2006  | People's Choice Awards                               | Drapeau des États-Unis | Remporté | People's Choice Award           | Star masculine préférée | Charlie et la Chocolaterie (2005)                                                    |
| 2006  | Teen Choice Awards                                   | Drapeau des États-Unis | Remporté | Teen Choice Award               | Acteur préféré dans une comédie | Charlie et la Chocolaterie (2005)                                                    |
| 2006  | Teen Choice Awards                                   | Drapeau des États-Unis | Remporté | Teen Choice Award               | Acteur préféré dans un film d'action/aventures | Pirates des Caraïbes : Le Secret du coffre maudit (2006)                             |
| 2007  | Empire Awards                                        | Drapeau du Royaume-Uni | Proposé  | Empire Award                    | Meilleur acteur | Pirates des Caraïbes : Le Secret du coffre maudit (2006)                             |
| 2007  | Golden Globes                                        | Drapeau des États-Unis | Proposé  | Golden Globe                    | Meilleure prestation d'acteur dans une comédie/comédie musicale | Pirates des Caraïbes : Le Secret du coffre maudit (2006)                             |
| 2007  | Kids' Choice Awards                                  | Drapeau des États-Unis | Proposé  | Blimp Award                     | Star masculine favorite | Pirates des Caraïbes : Le Secret du coffre maudit (2006)                             |
| 2007  | MTV Movie Awards                                     | Drapeau des États-Unis | Remporté | MTV Movie Award                 | Meilleure prestation | Pirates des Caraïbes : Le Secret du coffre maudit (2006)                             |
| 2007  | National Movie Awards                                | Drapeau du Royaume-Uni | Proposé  | National Movie Award            | Meilleure prestation masculine | Pirates des Caraïbes : Le Secret du coffre maudit (2006)                             |
| 2007  | People's Choice Awards                               | Drapeau des États-Unis | Remporté | People's Choice Award           | Star préférée dans un film | Pirates des Caraïbes : Le Secret du coffre maudit (2006)                             |
| 2007  | People's Choice Awards                               | Drapeau des États-Unis | Remporté | People's Choice Award           | Star préférée dans un film d'action | Pirates des Caraïbes : Le Secret du coffre maudit (2006)                             |
| 2007  | People's Choice Awards                               | Drapeau des États-Unis | Remporté | People's Choice Award           | Duel à l'écran préféré partagé avec Keira Knightley | Pirates des Caraïbes : Le Secret du coffre maudit (2006)                             |
| 2007  | Rembrandt Awards                                     | Drapeau des Pays-Bas   | Remporté | Rembrandt Award                 | Meilleur acteur international | Pirates des Caraïbes : Le Secret du coffre maudit (2006)                             |
| 2007  | Teen Choice Awards                                   | Drapeau des États-Unis | Remporté | Teen Choice Award               | Acteur préféré dans un film d'action/aventures | Pirates des Caraïbes : Le Secret du coffre maudit (2006)                             |
| 2008  | Oscars du cinéma                                     | Drapeau des États-Unis | Proposé  | Oscar                           | Meilleur acteur dans un rôle principal | Sweeney Todd : Le Diabolique Barbier de Fleet Street (2007)                          |
| 2008  | Broadcast Film Critics Association Awards            | Drapeau des États-Unis | Proposé  | Critics Choice Award            | Meilleur acteur | Sweeney Todd : Le Diabolique Barbier de Fleet Street (2007)                          |
| 2008  | Golden Globes                                        | Drapeau des États-Unis | Remporté | Golden Globe                    | Meilleur acteur dans une comédie/comédie musicale | Sweeney Todd : Le Diabolique Barbier de Fleet Street (2007)                          |
| 2008  | Kids' Choice Awards                                  | Drapeau des États-Unis | Remporté | Blimp Award                     | Star masculine favorite | Pirates des Caraïbes : Jusqu'au bout du monde (2007)                                 |
| 2008  | MTV Movie Awards                                     | Drapeau des États-Unis | Remporté | MTV Movie Award                 | Meilleure prestation comique | Pirates des Caraïbes : Jusqu'au bout du monde (2007)                                 |
| 2008  | MTV Movie Awards                                     | Drapeau des États-Unis | Remporté | MTV Movie Award                 | Meilleur méchant | Sweeney Todd : Le Diabolique Barbier de Fleet Street (2007)                          |
| 2008  | National Movie Awards                                | Drapeau du Royaume-Uni | Remporté | National Movie Award            | Meilleure prestation masculine | Sweeney Todd : Le Diabolique Barbier de Fleet Street (2007)                          |
| 2008  | People's Choice Awards                               | Drapeau des États-Unis | Remporté | People's Choice Award           | Star préférée dans un film | Sweeney Todd : Le Diabolique Barbier de Fleet Street (2007)                          |
| 2008  | People's Choice Awards                               | Drapeau des États-Unis | Proposé  | People's Choice Award           | Star préférée dans un film d'action | Pirates des Caraïbes : Jusqu'au bout du monde (2007)                                 |
| 2008  | Rembrandt Awards                                     | Drapeau des Pays-Bas   | Remporté | Rembrandt Award                 | Meilleur acteur international | Pirates des Caraïbes : Jusqu'au bout du monde (2007)                                 |
| 2008  | Saturn Awards                                        | Drapeau des États-Unis | Proposé  | Saturn Award                    | Meilleur acteur | Sweeney Todd : Le Diabolique Barbier de Fleet Street (2007)                          |
| 2008  | Teen Choice Awards                                   | Drapeau des États-Unis | Remporté | Teen Choice Award               | Méchant préféré | Sweeney Todd : Le Diabolique Barbier de Fleet Street (2007)                          |
| 2009  | Empire Awards                                        | Drapeau du Royaume-Uni | Proposé  | Empire Award                    | Meilleur acteur | Sweeney Todd : Le Diabolique Barbier de Fleet Street (2007)                          |
| 2010  | People's Choice Awards                               | Drapeau des États-Unis | Remporté | People's Choice Award           | Meilleur acteur | Alice au pays des merveilles (2010)                                                  |
| 2011  | Golden Globes Awards                                 | Drapeau des États-Unis | Proposé  | Golden Globes Award             | Meilleur acteur de comédie | Alice au pays des merveilles (2010)                                                  |
| 2011  | People's Choice Awards                               | Drapeau des États-Unis | Remporté | People's Choice Award           | Meilleur acteur |                                                                                      |
| 2011  | Rembrandt Awards                                     | Drapeau des Pays-Bas   | Remporté | Rembrandt Award                 | Meilleur acteur | Alice au pays des merveilles (2010)                                                  |
| 2011  | Kids' Choice Awards                                  | Drapeau des États-Unis | Remporté | Kids' Choice Award              | Meilleur acteur | Alice au pays des merveilles (2010)                                                  |
| 2011  | Teen Choice Awards                                   | Drapeau des États-Unis | Remporté | Teen Choice Award               | Meilleur acteur de film d'action Meilleur acteur de film fantastique Meilleur doublage de film d'animation                                                            | The Tourist (2010) Pirates des Caraïbes : La Fontaine de jouvence(2011) Rango (2011) |

- Pour Pirates des Caraïbes : La Malédiction du Black Pearl, il a eu 19 nominations et a remporté 4 récompenses.
- Pour Neverland, il a eu 13 nominations et a remporté 1 récompenses.
- Pour Charlie et la Chocolaterie, il a eu 8 nominations et a remporté 4 récompenses.
- Pour Pirates des Caraïbes : Le Secret du coffre maudit, il a eu 11 nominations et a remporté 7 récompenses.
- Pour Pirates des Caraïbes : Jusqu'au bout du monde, il a eu 4 nominations et a remporté 3 récompenses.
- Pour Sweeney Todd : Le Diabolique Barbier de Fleet Street, il a eu 9 nominations et a remporté 5 récompenses.

## Voix francophones
Pour les versions françaises, Bruno Choël est la voix régulière de Johnny Depp depuis 1999,. Il le double notamment dans la saga Pirates des Caraïbes et dans la plupart des films de Tim Burton (Sleepy Hollow, Sweeney Todd, Dark Shadows, Alice au pays des merveilles, Les Noces funèbres), à l'exception de Ed Wood et de Charlie et la Chocolaterie où l'acteur américain est doublé par Damien Boisseau, et de Edward aux mains d'argent où il s'agit de Jérôme Berthoud. Bruno Choël double également Johnny Depp dans le film 21 Jump Street (2012) ainsi que dans la série Les Animaux fantastiques (depuis 2016),. Jean-Michel Fête est sa voix française dans les films La Neuvième Porte et Le Chocolat, notamment. Ses rôles dans Arizona Dream et dans Las Vegas Parano sont doublés respectivement par Maurice Decoster et Emmanuel Curtil. Dans la série 21 Jump Street, il est doublé par Mark Lesser. Plus récemment, Karim Barras lui a prêté sa voix dans Minamata.
Au Québec, Gilbert Lachance est la voix régulière de l'acteur, qu'il double notamment dans les films de Tim Burton, les sagas Pirates des Caraïbes et Les Animaux fantastiques et dans le film 21 Jump Street.
- Versions françaises :
  - Bruno Choël : Sleepy Hollow[150], saga Pirates des Caraïbes[150], Neverland[150], Alice au pays des merveilles[150], Les Animaux fantastiques[150], etc.
  - Jean-Michel Fête : La Neuvième Porte[151], Le Chocolat[151], etc.
- Versions québécoises :
  - Gilbert Lachance : Sleepy Hollow[152], saga Pirates des Caraïbes[152], Les Noces funèbres[152], Alice au pays des merveilles[152], série Les Animaux fantastiques[152], etc.

#### En français
- Fabien Gaffez, Le Singe et la Statue, Paris, Scope, 2010, 127 p. (ISBN 978-2-912573-53-7 et 2-912573-53-X)
- Murray Pomerance, Ici commence Johnny Depp, Capricci, 2010, 377 p. (ISBN 978-2-918040-16-3 et 2-918040-16-9)
- Brian J. Robb (trad. de l'anglais), Johnny Depp, Paris, Flammarion, 2006, 275 p. (ISBN 2-08-069000-0)
- Corinne Vuillaume, Johnny Depp, Paris, Cahiers du cinéma, 2015, 192 p. (ISBN 978-2-86642-965-2)

#### En anglais
- (en) Michael Blitz et Louise Krasniewicz, Johnny Depp : A Biography, Greenwood, 2007, 192 p. (ISBN 978-0-313-34300-1 et 0-313-34300-4, lire en ligne)
- (en) Matt Doeden, Johnny Depp : Hollywood Rebel, Twenty-First Century Books, 2011, 112 p. (ISBN 978-0-7613-7293-6 et 0-7613-7293-8, lire en ligne)
- (en) Nigel Goodall, What's Eating Johnny Depp? : An Intimate Biography, Blake Pub, 2004, 314 p. (ISBN 1-85782-512-8)